# Spinexocentrus spinipennis
Spinexocentrus spinipennis là một loài bọ cánh cứng trong họ Cerambycidae.